# Eschringen
Eschringen is een deel van de Duitse stad Saarbrücken, deelstaat Saarland. Het ligt 10 kilometer ten zuidoosten van het stadscentrum van Saarbrücken en telde in 2006 1371 inwoners.

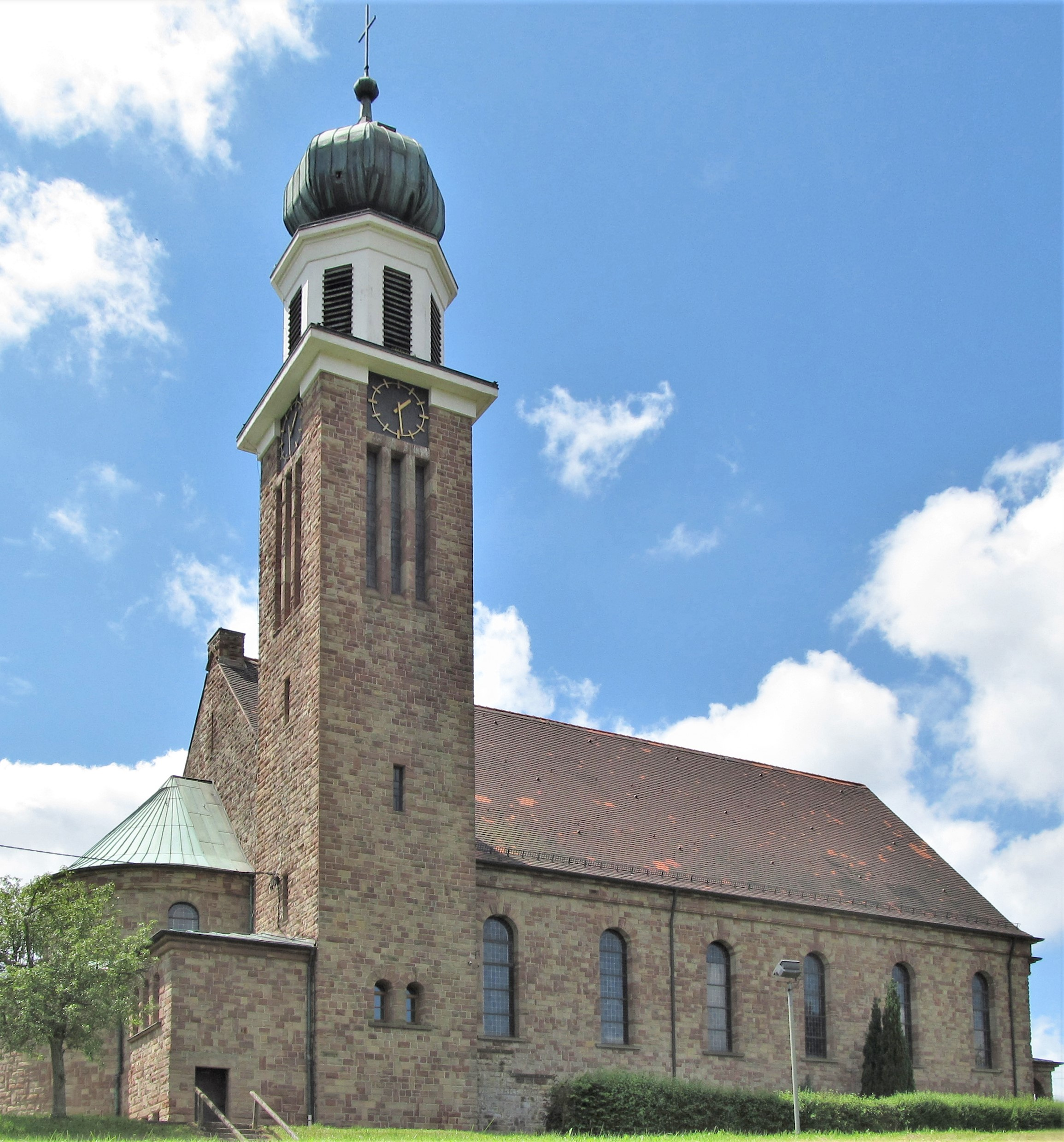
Kerk